# Nagysolymos
Nagysolymos (románul Șoimușu Mare) falu Romániában Hargita megyében.

## Fekvése
Székelykeresztúrtól 10 km-re északnyugatra, a Nagysolymosi- (vagy Lok) patak völgyében fekszik.

## Története
Egykor székely fejedelmi solymászok faluja, a régi falu a mai alatt, a patak két oldalán terült el. Ősvár nevű határrészén egykor 1,2 hektár területű földvár állott. A falut 1333-ban említik először, Solumus néven. 1910-ben 951 magyar lakosa volt. A trianoni békeszerződésig Udvarhely vármegye Székelykeresztúri járásához tartozott. 1992-ben 423 lakosából 393 magyar, 28 cigány és 2 román volt.

## Látnivalók
- Református temploma 1848-ban épült, tornya középkori eredetű, 1885-ben magasították.
- Unitárius temploma 1836-ban épült.
- A faluban a Simén és a Koncz család nemesi kúriái állnak.